# Лепча (народ)
Лепча — корінний народ сучасного Сіккіма, зараз загальною кількістю близько 50 тис., поширений також на південном заході Бутану, східному Непалі та у гірських районах Західного Бенгалу.

## Походження
Про походження цього народу відомо небагато. Засновуючись на мові, яка належить до гімалайської гілки тибето-бірманських мов, деякі антропологи пропонують, що вони мігрували до цього району з Тибету, розташованого на півночі від їх районів мешкання. Інші дослідники пропонують складніші маршрути міграції, що сключають південно-східний Тибет, Таїланд і М'янму, після яких предки Лепча досягли стародавньої Індії, рухаючись по річкам Іраваді і Чиндвін, а після того перетнули південний Бутан і досягли свого сучасного ареалу.

## Мова
Лепча мають свою власну мову, що також називається лепча. вона належить до тибетсько-канаурської групи тибето-бірманських мова. Ця мова використовує характерну для неї писемність, так звану ронг або писемність лепча, створену на основі тибетської. Ця писемність була розроблена між 17 і 18 століттями, ймовірно вченим лепча на ім'я Тхікцнг Мен Салонг. Найбільша колекція рукописів мовою лепча була зібрана в рамках проекту Проекту гімалайських мов та зберігається в Лейдені, Нідерланди, вона містить понад 180 текстів.

## Релігія
Більшість лепча сповідують тибетський буддизм, яких вони перейняли від народу бхутія з півночі, хоча частина з них перейняла християнство за часів британського панування. Проте в обох релігіях зберігається велике число шаманських елементів, відомих як мун. Часто ритуали мун і буддизму здійснюються паралельно. Крім того, на території Непалу багато лепча перейняли індуїзм, за переписом 2001 року, з 3660 лепча в Непалі 88,8 % були буддистами і 7,6 % — індуїстами.

## Традиції
Лепча відстежують своє походження по батьківській лінії. Шлюб здійснюється за угодою між родиною нареченої та женихом. У разі укладення угоди, лама перевіряє гороскопи молодих та вказує зручну дату шлюбної церемонії. Після цього дядько жениха в супроводженні інших родичів передає дядьку нареченої хада — церемоніальний шарф і монету в одну рупію, надаючи таким чином формальну угоду. Весілля проходить в південь вказаного дня. Жених та його сім'я прибувають до дому нареченої з дарами (часто грошима), які передають дядьку нареченої. Після цього відбувається власне церемонія, після якої батько нареченої організує свято.
У лепча не існує суворих обмежень на секс, яким займаються з віку 10-11 років. Зрада в шлюбі вважається нормальним явищем та не переслідується. Протягом свята збору врожаю, відомим приготупанням традиційного лікеру, 4- і 5-річні діти під доглядом дорослих проводять імітацію сексу один з одним.

## Ресурси Інтернету
- Silas Lepcha Space[недоступне посилання з липня 2019]
- Lepcha script [Архівовано 20 січня 2018 у Wayback Machine.]
- The culture and language of the Lepcha people [Архівовано 15 травня 2013 у Wayback Machine.] lepcha.info
- Lepcha Домашня сторінка Ромонга Картака
- Lepcha: a language of India [Архівовано 10 вересня 2012 у Wayback Machine.] Ethnologue
- Lepchas and their Tradition National Information Centre of Sikkim